# Escadron de chasse 5/4
L'escadron de chasse 5/4 est une unité de combat temporaire de l'armée de l'air française créé en 2017, il est basé sur la base aérienne 113 Saint-Dizier-Robinson et utilise l'avion de combat Rafale.
Il est le relais temporaire de l’escadron de Chasse 2/4 La Fayette basé à Istres qui est équipé de Mirage 2000 N. Durant la transformation de ce dernier sur Rafale, les militaires qui auront acquis les compétences sur ce nouvel avion rejoindrons l'escadron de chasse 5/4.
Une fois la transformation achevée, l'escadron de chasse 2/4 La Fayette sera complètement transféré à Saint-Dizier et l'escadron de chasse 5/4 temporaire dissous. Ainsi le contrat opérationnel et les capacités des forces aériennes stratégiques sont ainsi préservés durant toute la phase de transition.
L'escadron de chasse 2/4 La Fayette le remplacera en Septembre 2018 sur la base aérienne 113 de Saint-Dizier.

## Escadrilles
L'escadron est composé de deux escadrilles issues du 2/4 La Fayette :
- N 124 « Tête de Sioux » (à partir de juillet 2018)
- SPA 81 « Lévrier »
- Spa 96 « La Gaulois » (à partir de juillet 2018)
- SPA 167 « Cigogne de Romanet »